# Holcocephala fusca
Holcocephala fusca är en tvåvingeart som beskrevs av Stanley Willard Bromley 1951. Holcocephala fusca ingår i släktet Holcocephala och familjen rovflugor. Inga underarter finns listade i Catalogue of Life.

## Bildgalleri

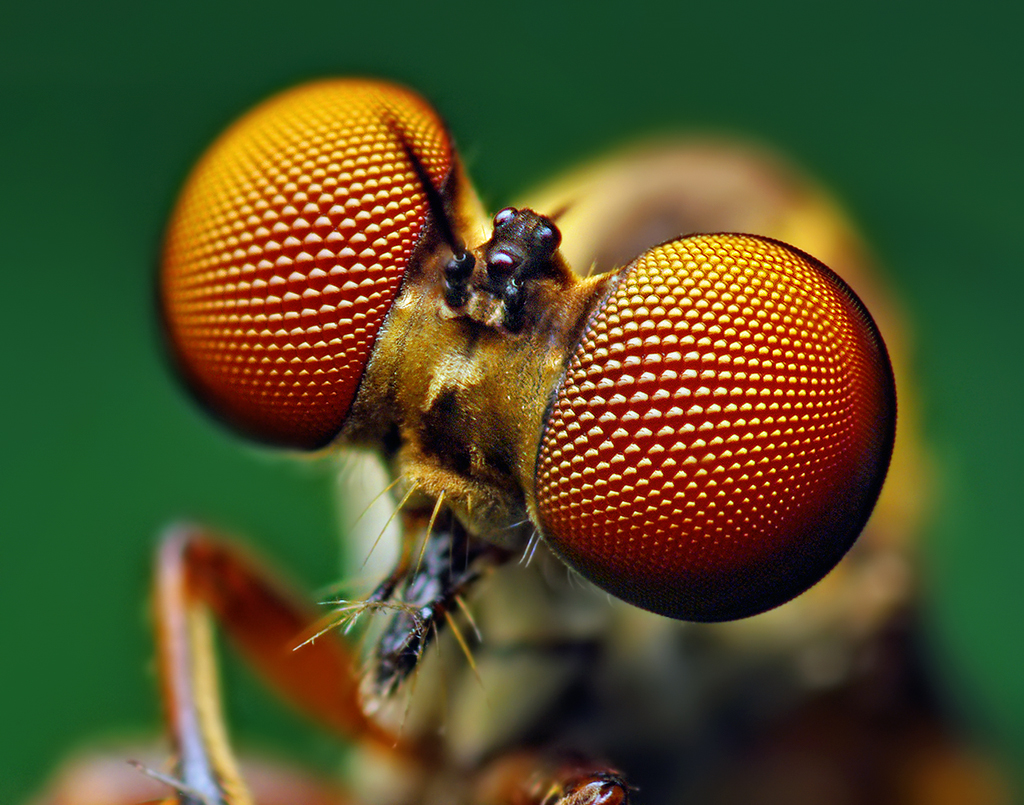
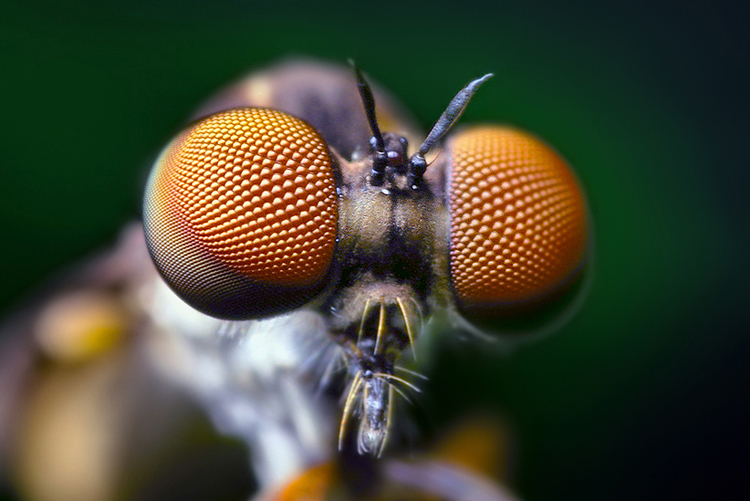